# Juancho Pérez
Juan „Juancho“ Pérez Márquez (* 3. Januar 1974 in Badajoz, Spanien) ist ein ehemaliger spanischer Handballspieler. Der 2,05 m große Kreisläufer erhielt die meisten Spielanteile in der Abwehr.

## Leben
Juancho Pérez spielte von 1994 bis 1996 beim spanischen Verein FC Barcelona, mit dem er 1996 die Meisterschaft, 1995 und 1996 die Copa ASOBAL, 1995 den Europapokal der Pokalsieger sowie 1996 die EHF Champions League gewann. Anschließend schloss er sich BM Valladolid an. Dort gewann er jedoch keine Titel. 1998 wechselte er deshalb zum Rivalen Ademar León, wo er 2001 die Meisterschaft und 2000 die Copa ASOBAL sowie den Europapokal der Pokalsieger gewann. 2001 wurde er von SDC San Antonio unter Vertrag genommen. Dort gewann er 2001 den Copa del Rey de Balonmano und die EHF Champions League, 2002 die spanische Meisterschaft, 2004 erneut den Europapokal der Pokalsieger und 2005 erneut die spanische Meisterschaft. Im Jahre 2009 beendete er seine Karriere. Nach seiner aktiven Karriere wurde er Präsident vom spanischen Zweitligisten Badajoz Escubal, für den er ab September 2011 zusätzlich als Spieler aktiv war.
Juancho Pérez hat 204 Länderspiele für die spanische Nationalmannschaft bestritten. 2005 wurde er mit Spanien Weltmeister. Bei der Europameisterschaft 2006 in der Schweiz gewann er Silber, genau wie zuvor bei den Europameisterschaften 1996 und 1998. Bei der Europameisterschaft 2000 sowie bei den Olympischen Spielen 1996 in Atlanta und 2000 in Sydney gewann er Bronze. Später war Pérez hinter Rolando Uríos und Julen Aguinagalde nur dritte Wahl im Nationalteam. 